# Zdenko Antunović
Zdenko Antunović (Bugojno, 8. kolovoza 1960.), hrvatski pjesnik i politički dužnosnik iz Bosne i Hercegovine. Po zanimanju diplomirani arhitekt.

## Životopis
Osnovnu školu i gimnaziju završio u Bugojnu. Na Arhitektonskom je fakultetu u Sarajevu diplomirao 1984. godine. Autor je niza projekata iz oblasti arhitekture i urbanizma. Član je Hrvatske komore arhitekata i član Društva urbanista BiH. Na polju kulture, stalni je član HKD Napredak, podružnica Bugojno, član Napretkove Središnje uprave Sarajevo te suradnik i često promotor likovnih izložbi i književnih djela i u izdanju Hrvatske uzdanice iz Uskoplja.
Pjesme je objavljivao u časopisu Novi te časopisu za umjetnost i znanost Hrvatska misao.
Kao arhitekt radio na obnovi Hrvatskog doma.

## Djela
(popis nepotpun)
- Svjetlost u sumraku, panorama (1996.)
- Petnaestorica, panorama (2000.)
- Bljesak sjećanja, zbirka pjesama, HKD Napredak, Bugojno - Zagreb (2009.)